# 六郷町 (東京府)
六郷町（ろくごうまち）は東京府荏原郡にかつて存在した町である。東京都大田区の南部に位置する。多摩川の曲線部分に三方を囲まれている。

## 沿革
- 1889年（明治22年）5月1日 - 町村制の施行に伴い、八幡塚村、雑色村、町屋村、高畑村、古川村の5村が合併して六郷村が発足。
- 1912年（明治45年） - 多摩川を挟んで両岸に蛇行していた神奈川県橘樹郡との境界が多摩川上に設定され、大字古川の一部を橘樹郡御幸村へ、大字雑色の一部を同郡川崎町へ、それぞれ移管する。
- 1928年（昭和3年）4月1日 - 六郷村が町制施行して六郷町となる。
- 1932年（昭和7年）10月1日 - 荏原郡全域が東京市に編入され、六郷町の区域は蒲田区となる。
- 1947年（昭和22年）3月15日 - 蒲田区と大森区を合併して大田区を設置する。

## 交通

### 鉄道
- JR東日本 東海道本線 （東北・京浜線 ）：町域内を通過するが駅は存在しない。
- 京浜急行電鉄本線 ：雑色駅 - 六郷土手駅

### 道路
- 国道15号

## 現在の地名
仲六郷、西六郷、東六郷、南六郷

## 地名の由来
「六郷」という名称は上述した5つの村が合併した際に正式な地名として付けられたものだが、5村なのに「六郷」という名称である理由は、合併の際、本来なら道塚村を含めた6村で合併する予定だったことと、この6村域を纏めて呼ぶ俗称として「六郷」の名称が予てより一般に定着していたことによる。
道塚村が合併事業から外れた理由についての記録は残されていないが、当時、町村合併の際の新地名は合併する町村のうちのいずれかを代表地名として残すことが全国的にも一般的だった。
合併の際、八幡塚村を代表地名として残す案があった記録が残っていることから、代表地名としての存続権を巡ってトラブルになり、合併事業から撤退したとする説もある。
ただし、合併した5村はいずれも地名を廃止し、存続地名としては残されなかった為、この説は信憑性が低い。
六郷町は戦後、仲六郷・東六郷・西六郷・南六郷の4区域に分割再編され、現在に至る。